# یاسین بونو
یاسین بونو (به انگلیسی: Yassine Bounou؛ زادهٔ ۱ آوریل ۱۹۹۱) بازیکن فوتبال اهل مراکش است که در پست دروازه‌بان برای باشگاه فوتبال‌ الهلال در لیگ حرفه ای فوتبال عربستان بازی می کند.
یاسین فوتبال خود را در مراکش و با باشگاه الوداد کازابلانکا شروع کرد . یاسین بیشتر دوران حرفه ای خود را در اسپانیا گذراند و بیش از ۱۵۰ بازی برای ژیرونا و سویا در لالیگا و بیش از ۵۰ بازی در لالیگا ۲ برای ژیرونا و رئال ساراگوسا انجام داد .
یاسین بونو در شهر مونترآل کانادا  از والدینی مراکشی به دنیا آمد البته یاسین و خانواده اش در سه سالگی به مراکش برگشتند و وی از سال ۲۰۱۳ برای تیم ملی های پایه مراکش بازی میکرد و یاسین تاکنون با تیم ملی فوتبال مراکش دوبار به جام جهانی و سه بار به جام ملت‌های آفریقا رفته است.

## آمار ملی

### بازی‌های ملی
تا تاریخ ۳۰ ژانویه ۲۰۲۴
| مراکش | مراکش | مراکش    | مراکش    |
| سال   | بازی  | کلین شیت | گل خورده |
| ----- | ----- | -------- | -------- |
| ۲۰۱۳  | ۵۰    | ۰        | ۳۰       |
| ۲۰۱۴  | ۵۰    | ۰        | ۳۰       |
| ۲۰۱۵  | ۵۰    | ۰        | ۳۰       |
| ۲۰۱۶  | ۵۰    | ۰        | ۳۰       |
| ۲۰۱۷  | ۶۵    | ۰        | ۳۰       |
| ۲۰۱۸  | ۵۰    | ۰        | ۳۰       |
| ۲۰۱۹  | ۵۰    | ۰        | ۳۰       |
| ۲۰۲۰  | ۵۰    | ۰        | ۳۰       |
| ۲۰۲۱  | ۵۰    | ۰        | ۳۰       |
| ۲۰۲۲  | ۵۰    | ۰        | ۳۰       |
| ۲۰۲۳  | ۷۵    | ۱۷       | ۲        |
| ۲۰۲۴  | ۲     | ۱        | ۱        |
| مجموع | ۴۳۵   | ۱۸       | ۳۰۱      |

## زندگی شخصی

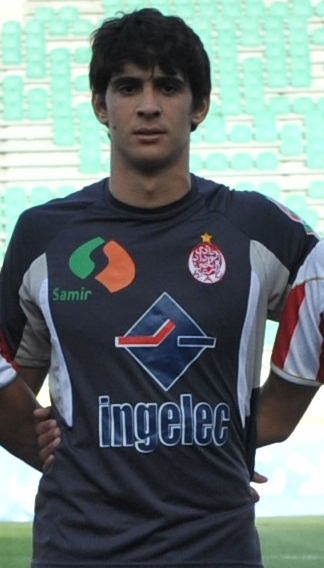
یاسین بونو در سال 2012

در 9 سپتامبر 2023، بونو به همراه هم تیمی های خود در تیم ملی مراکش  خون خود را برای نیازمندان آسیب دیده از زمین‌لرزه مراکش ۲۰۲۳ اهدا کردند. 

## افتخارات

### باشگاهی

#### الوداد
- لیگ دسته اول فوتبال مراکش: ۱۰–۲۰۰۹[۵]
- لیگ قهرمانان آفریقا: نایب قهرمانی ۲۰۱۱[۶]

#### اتلتیکو مادرید
- لا لیگا: ۱۴–۲۰۱۳[۷]
- سوپرجام فوتبال اسپانیا:۲۰۱۴

#### سویا
- لیگ اروپا: ۲۰–۲۰۱۹[۸]، ۲۳–۲۰۲۲[۹]
- نایب قهرمان سوپرجام اروپا:۲۰۲۰[۱۰]، ۲۰۲۳[۱۱]

#### الهلال
- سوپرجام فوتبال عربستان:۲۰۲۳[۱۲]